# Adolf Eduard von Thile
Adolf Eduard von Thile, né le 2 avril 1784 à Dresde et mort le 24 août 1861 à Francfort-sur-l'Oder, est un général prussien de l'infanterie.

## Biographie

### Famille
Adolf Eduard est le fils du général prussien Alexander Heinrich von Thile (1742-1812) et de sa seconde épouse Henriette Friedericke, née von Runckel (1747-1829). Le mariage a quatre enfants, une seule sœur, Emilie Charlotte Auguste, épouse von Thiesenhausen (née en 1777), et son frère aîné Ludwig Gustav von Thile atteint l'âge adulte.
Adolf Eduard, également connu sous le nom de Thile II pour se distinguer de son frère aîné, se marie en 1811 au manoir de Zschernowitz près de Guben, avec Auguste Ulrike Antoinette von Schöning (1788-1859), fille de l'administrateur de l'arrondissement de Lebus (de) Carl Heinrich von Schöning et petite-fille du général prussien Emanuel von Schöning. Le mariage a sept enfants, dont le futur général prussien Rudolf von Thile (1826-1893), Anna (1830-1908), épouse du président de district Gustav von Diest, Hermann von Thile (1812-1889), diplomate allemand, et Hugo von Thile (1817-1894), général d'infanterie.

### Carrière militaire
Thile commence sa carrière dans l'armée prussienne en 1795 en tant que junker dans le régiment d'infanterie von Arnim, qui est stationné à Berlin. En tant que jeune officier, il est souvent utilisé pour le travail d'enquête militaire. À la bataille d'Iéna et à la bataille de Pultusk, il participe en 1806 comme officier d'état-major dans l'armée russe et en 1807 dans le corps de L'Estocq.
Après la paix de Tilsit, Thile est officier d'état-major général des Brigades de Basse-Silésie sous Friedrich von Kleist à Francfort-sur-l'Oder. Sous ses ordres, Thile participe à la campagne de Russie et acquiert l'ordre Pour le Mérite et la croix de la Légion d'honneur dans les batailles d'Eckau, Ruhenthal et Kyopen. Yorck le choisit pour la délicate tâche de remettre la Convention de Tauroggen signée au roi de Berlin.
Au début de la campagne d'Allemagne, il est nommé chef d'état-major du corps Kleist. Pour son service dans la bataille de Dresde, il reçoit la Croix de fer de 1re classe. Thile participe à toutes les batailles décisives de la campagne. Le 23 juin 1815, il est choisi pour apporter la nouvelle de la victoire de Waterloo au roi à Mersebourg et ce jour-là, il reçoit les feuilles de chêne pour l'ordre Pour le Mérite.
À sa propre demande, il est démis du service d'état-major en septembre 1815 et affecté au 1er régiment de grenadiers de la Garde, où il se familiarise avec le service de première ligne. Après avoir été nommé commandant du 33e régiment d'infanterie à Stralsund, il est promu inspecteur de la Landwehr dans le district d'Oppeln en 1817. Il rédige sa critique du mauvais état de la Landwehr prussienne dans un mémorandum de 1818.
En 1821, il devient membre de la commission de révision des règlements d'exercice de l'infanterie, présidée par le prince de Prusse. Cette collaboration aboutit à une relation étroite avec la famille royale prussienne. Il est choisi par le prince Guillaume en 1823 comme compagnon lors d'un voyage à Brest-Litowsk et en 1830 par le prince héritier comme compagnon lors d'un voyage à Varsovie. La même année, il est nommé commandant de la 7e division d'infanterie.
Après huit ans en tant que commandant de division, Thile, qui a entre-temps été promu lieutenant général, se voit confier le général commandant du 3e corps d'armée à Francfort-sur-l'Oder en 1838. En 1840, le roi Frédéric-Guillaume III le transfère dans la même fonction au 8e corps d'armée à Coblence. Au cours de ces années, il reçoit fréquemment l'ordre d'inspecter les troupes au pays et à l'étranger, car une grande importance est attachée à son sage jugement, à son discours franc et à ses conseils prudents. Le 3 mars 1842, il reçoit l'autorisation de porter la Grand-croix de l'Ordre du mérite militaire de Charles-Frédéric. En 1845, Thile rapporte au ministre de la Guerre Hermann von Boyen un mécontentement croissant dans le corps des officiers. Il en nomme les causes et anticipe la révolution qui éclate en 1848. En reconnaissance de ses nombreuses années de service, le roi Frédéric-Guillaume IV lui décerne l'ordre de l'Aigle rouge de première classe le 27 février 1846.
Lorsqu'il reçoit l'ordre de mobilisation de ses troupes le 29 février 1848, il sent qu'il ne peut plus faire face aux efforts et demande sa démission, que le roi approuve par une lettre datée du 30 mars 1848.
Thiele prend sa retraite à Francfort-sur-l'Oder, où il vit avec sa femme et son frère aîné célibataire Louis Gustav jusqu'à sa mort.